# Luddunört
Luddunört (Epilobium parviflorum) är en 
art i familjen dunörtsväxter. 